# Lista de secretários estaduais de educação da Bahia
Esta é a lista de secretários de Educação do Estado da Bahia, cargo que atualmente é exercido por Rowenna Brito (PT), desde 6 de abril de 2024.

## Titulares
| N°   | Secretário (a)                        | Imagem                | Órgão                                                        | Início de Mandato       | Fim de Mandato          | Governador                       | Ref.          |
| ---- | ------------------------------------- | --------------------- | ------------------------------------------------------------ | ----------------------- | ----------------------- | -------------------------------- | ------------- |
| 1.º  | Barros Barreto                        |                       | Secretaria Estadual de Educação, Saúde e Assistência Pública | 22 de abril de 1935     | 10 de novembro de 1937  | Juracy Magalhães                 | [ 1 ]         |
| 2.º  | Agripino Barbosa                      |                       | Secretaria Estadual de Educação, Saúde e Assistência Pública | 10 de novembro de 1937  | 25 de março de 1938     | Antônio Fernandes Dantas         | [ 1 ]         |
| 3.º  | Isaías Alves de Almeida               |                       | Secretaria Estadual de Educação e Saúde da Bahia             | 25 de março de 1938     | 3 de dezembro de 1942   | Landulfo Alves                   | [ 1 ]         |
| 4.º  | Aristides Novís                       |                       | Secretaria Estadual de Educação e Saúde da Bahia             | 3 de dezembro de 1942   | 29 de outubro de 1945   | Renato Pinto Aleixo              | [ 1 ]         |
| 5.ª  | Francisca Praguer Froes               |                       | Secretaria Estadual de Educação e Saúde da Bahia             | 29 de outubro de 1945   | 1° de fevereiro de 1946 | Bulcão Viana (PSD)               | [ 1 ]         |
| 6.º  | Álvaro Augusto da Silva               |                       | Secretaria Estadual de Educação e Saúde da Bahia             | 1° de fevereiro de 1946 | 6 de junho de 1946      | Guilherme Marback (PSD)          | [ 1 ]         |
| 7.º  | Odilon Machado de Araújo              |                       | Secretaria Estadual de Educação e Saúde da Bahia             | 6 de junho de 1946      | 10 de abril de 1947     | Cândido Caldas (UDN)             | [ 1 ]         |
| 8.º  | Anísio Teixeira (UDN)                 |                       | Secretaria Estadual de Educação e Saúde da Bahia             | 10 de abril de 1947     | 31 de janeiro de 1951   | Otávio Mangabeira (UDN)          | [ 1 ]         |
| 9.º  | Tarcilo Vieira de Mello               |                       | Secretaria Estadual de Educação da Bahia                     |                         |                         | Régis Pacheco (PSD)              | [ 1 ]         |
| 10.º | Murillo Soares da Cunha               |                       | Secretaria Estadual de Educação da Bahia                     |                         |                         | Régis Pacheco (PSD)              | [ 1 ]         |
| 11.º | Dorival Guimarães Passos              |                       | Secretaria Estadual de Educação da Bahia                     |                         |                         | Régis Pacheco (PSD)              | [ 1 ]         |
| 12.º | Renato Vaz Sampaio                    |                       | Secretaria Estadual de Educação da Bahia                     |                         |                         | Régis Pacheco (PSD)              | [ 1 ]         |
| 13.º | Aloysio da Costa Short (UDN)          |                       | Secretaria Estadual de Educação e Cultura da Bahia           |                         |                         | Antônio Balbino (PSD)            | [ 1 ]         |
| 14.º | Luís de Moura Bastos                  |                       | Secretaria Estadual de Educação e Cultura da Bahia           |                         |                         | Antônio Balbino (PSD)            | [ 1 ]         |
| 15.º | Wilson Mascarenhas Lins e Albuquerque |                       | Secretaria Estadual de Educação da Bahia                     |                         |                         | Juracy Magalhães (UDN)           | [ 1 ]         |
| 16.º | Raimundo José da Matta                |                       | Secretaria Estadual de Educação da Bahia                     |                         |                         | Juracy Magalhães (UDN)           | [ 1 ]         |
| 17.º | Padre José Luíz Soares Palmeira       |                       | Secretaria Estadual de Educação da Bahia                     |                         |                         | Antônio Lomanto Jr (PL)          | [ 1 ]         |
| 18.º | Paulo Américo de Oliveira             |                       | Secretaria Estadual de Educação da Bahia                     |                         |                         | Antônio Lomanto Jr (PL)          | [ 1 ]         |
| 19.º | Eduardo Bizarria Mamede               |                       | Secretaria Estadual de Educação da Bahia                     |                         |                         | Antônio Lomanto Jr (PL)          | [ 1 ]         |
| 20.º | Alaor Coutinho                        |                       | Secretaria Estadual de Educação da Bahia                     | 1965                    | 15 de março de 1967     | Antônio Lomanto Jr (PL)          | [ 1 ] [ 2 ]   |
| 21.º | Luís Augusto Fraga Navarro de Britto  |                       | Secretaria Estadual de Educação e Cultura da Bahia           | 15 de março de 1967     | 1970                    | Luís Viana Filho (ARENA)         | [ 1 ]         |
| 22.º | Edivaldo Machado Boaventura           |                       | Secretaria Estadual de Educação e Cultura da Bahia           | 1970                    | 15 de março de 1971     | Luís Viana Filho (ARENA)         | [ 1 ]         |
| 23.º | Rômulo Galvão                         |                       | Secretaria Estadual de Educação e Cultura da Bahia           | 15 de março de 1971     | 14 de maio de 1974      | Antônio Carlos Magalhães (ARENA) | [ 1 ]         |
| 24.º | Kleber Pacheco                        |                       | Secretaria Estadual de Educação e Cultura da Bahia           | 14 de maio de 1974      | 15 de março de 1975     | Antônio Carlos Magalhães (ARENA) | [ 3 ]         |
| 25.º | Carlos Correia de Menezes Sant´Anna   |                       | Secretaria Estadual de Educação e Cultura da Bahia           | 15 de março de 1975     | 15 de março de 1979     | Roberto Santos (ARENA)           | [ 1 ]         |
| 26.º | Eraldo Tinoco Melo (PDS)              |                       | Secretaria Estadual de Educação e Cultura da Bahia           | 15 de março de 1979     | 12 de fevereiro de 1982 | Antônio Carlos Magalhães (PDS)   | [ 4 ]         |
| 27.º | Kleber Pacheco                        |                       | Secretaria Estadual de Educação e Cultura da Bahia           | 12 de fevereiro de 1982 | 15 de março de 1983     | Antônio Carlos Magalhães (PDS)   | [ 3 ]         |
| 28.º | Edivaldo Machado Boaventura           |                       | Secretaria Estadual de Educação e Cultura da Bahia           | 15 de março de 1983     | 15 de março de 1987     | João Durval Carneiro (PDS)       | [ 1 ]         |
| 29.º | Mariaugusta Rosa Rocha                |                       | Secretaria Estadual de Educação da Bahia                     | 15 de março de 1987     | 14 de maio de 1989      | Waldir Pires (PMDB)              | [ 1 ]         |
| 30.º | Joir da Silva Martins Brasileiro      |                       | Secretaria Estadual de Educação da Bahia                     | 14 de maio de 1989      | 15 de março de 1991     | Nilo Coelho (PMDB)               | [ 1 ]         |
| 31.ª | Dirlene Mattos Mendonça               |                       | Secretaria Estadual de Educação e Cultura da Bahia           | 15 de março de 1991     | 1º de janeiro de 1995   | Antônio Carlos Magalhães (PFL)   | [ 5 ]         |
| 32.º | Edilson Souto Freire                  |                       | Secretaria Estadual de Educação e Cultura da Bahia           | 1º de janeiro de 1995   | 1º de janeiro de 1999   | Paulo Souto (PFL)                | [ 6 ] [ 7 ]   |
| 33.º | Eraldo Tinoco Melo (PFL)              |                       | Secretaria Estadual de Educação e Cultura da Bahia           | 1º de janeiro de 1999   | 4 de abril de 2002      | César Borges (PFL)               | [ 1 ]         |
| 33.º | Eraldo Tinoco Melo (PFL)              | 5 de abril de 2002    | Secretaria Estadual de Educação e Cultura da Bahia           | 27 de março de 2002     | Otto Alencar (PL)       | [ 1 ]                            |               |
| 34.ª | Renata Prosérpio                      |                       | Secretaria Estadual de Educação da Bahia                     | 1° de janeiro de 2003   | 26 de março de 2003     | Paulo Souto (PFL)                | [ 8 ]         |
| 35.ª | Anaci Bispo Paim                      |                       | Secretaria Estadual de Educação da Bahia                     | 26 de março de 2003     | 1° de janeiro de 2007   | Paulo Souto (PFL)                | [ 1 ]         |
| 36.º | Adeum Sauer                           |                       | Secretaria Estadual de Educação da Bahia                     | 1° de janeiro de 2007   | 11 de agosto de 2009    | Jaques Wagner (PT)               | [ 9 ]         |
| 37.º | Osvaldo Barreto                       |                       | Secretaria Estadual de Educação da Bahia                     | 11 de agosto de 2009    | 1° de janeiro de 2015   | Jaques Wagner (PT)               | [ 1 ]         |
| 37.º | Osvaldo Barreto                       | 1° de janeiro de 2015 | Secretaria Estadual de Educação da Bahia                     | 11 de abril de 2016     | Rui Costa (PT)          | [ 1 ]                            |               |
| 38.º | Walter Pinheiro (PT)                  |                       | Secretaria Estadual de Educação da Bahia                     | 3 de junho de 2016      | Rui Costa (PT)          | 31 de outubro de 2018            | [ 10 ]        |
| 39.º | Jerônimo Rodrigues (PT)               |                       | Secretaria Estadual de Educação da Bahia                     | 1° de fevereiro de 2019 | Rui Costa (PT)          | 31 de março de 2022              | [ 11 ]        |
| 40.º | Danilo de Melo Souza                  |                       | Secretaria Estadual de Educação da Bahia                     | 31 de março de 2022     | Rui Costa (PT)          | 1° de janeiro de 2023            | [ 12 ] [ 13 ] |
| 41.ª | Adélia Pinheiro (PT)                  |                       | Secretaria Estadual de Educação da Bahia                     | 1° de janeiro de 2023   | 6 de abril de 2024      | Jerônimo Rodrigues (PT)          | [ 14 ] [ 15 ] |
| 42.ª | Rowenna Brito (PT)                    |                       | Secretaria Estadual de Educação da Bahia                     | 6 de abril de 2024      | Atualidade              | Jerônimo Rodrigues (PT)          | [ 16 ]        |